# Степанюк, Владимир Николаевич
Владимир Николаевич Степанюк (1921—2009) — старшина Советской армии, участник Великой Отечественной войны, полный кавалер ордена Славы.

## Биография
Владимир Николаевич Степанюк родился 11 декабря 1921 года в селе Городница (ныне — Новоград-Волынский район Житомирской области Украины). После окончания семи классов школы работал слесарем на Житомирском авторемонтном заводе. В начале Великой Отечественной войны был направлен в эвакуацию в Сталинград.
1 марта 1942 года Степанюк был призван на службу в Рабоче-Крестьянскую Красную Армию и в мае того же года направлен на фронт Великой Отечественной войны. Воевал разведчиком, затем командиром отделения во взводе разведки роты управления 68-й гвардейской отдельной танковой бригады. Участвовал в Курской битве, освобождении Украинской ССР, Польши, боях в Германии, освобождении Чехословакии. Неоднократно отличался в боях.
3 марта 1944 года Степанюк, находясь в составе разведывательной группы по захвату контрольного пленного в районе села Бурдяковцы Борщевского района Тернопольской области Украинской ССР, обнаружил немецкого пулемётчика и, скрытно подобравшись к нему, уничтожил его. 31 марта 1944 года в ходе очередного разведвыхода он обнаружил 5 вражеских танков и вовремя передал информацию о них командованию, дав тому возможность подготовиться к отражению атаки. За это Степанюк был награждён орденом Славы 3-й степени.
15 января 1945 года под городом Кельце в Польше разведгруппа Степанюка пробралась в немецкий тыл, где неожиданно атаковала немецкую колонну численностью до 50 солдат и офицеров, уничтожив 14 из них и ещё 2 захватив в плен. За это он был награждён орденом Славы 2-й степени.
28 апреля 1945 года в районе населённого пункта Мюккендорф группа Степанюка обнаружила крупное скопление немецких войск, оказавшееся в окружении и пытавшееся прорваться на запад — в общей сложности до 900 солдат и офицеров, поддержанных 6 танками. Захватив контрольного пленного и возвращаясь к своим, Степанюк со своими товарищами наткнулся на врага и принял бой. Автоматным огнём он лично уничтожил до 20 солдат и офицеров противника. Ценные данные были вовремя доставлены командованию. 27 июня 1945 года Указом Президиума Верховного Совета СССР Степанюк был удостоен ордена Славы 1-й степени.
В 1947 году в звании старшины Степанюк был демобилизован. Проживал в Харькове, работал машинистом в локомотивном депо «Жовтень». В 1966 году окончил Харьковский железнодорожный техникум. Избирался членом Харьковского обкома КПУ, депутатом Харьковского областного Совета, делегатом XXII съезда КПУ. Умер 11 июля 2009 года, похоронен на Харьковском городском кладбище № 2.

## Награды
- Орден Ленина;
- Орден Октябрьской Революции;
- Орден Отечественной войны 1-й степени (11.03.1985);
- Орден Красной Звезды (18.09.1943);
- Орден Славы 1-й степени (27.06.1945);
- Орден Славы 2-й степени (20.01.1945);
- Орден Славы 3-й степени (10.06.1944);
- Медали.
- Почётный гражданин города Новоград-Волынский[1].